# Trabajo de campo

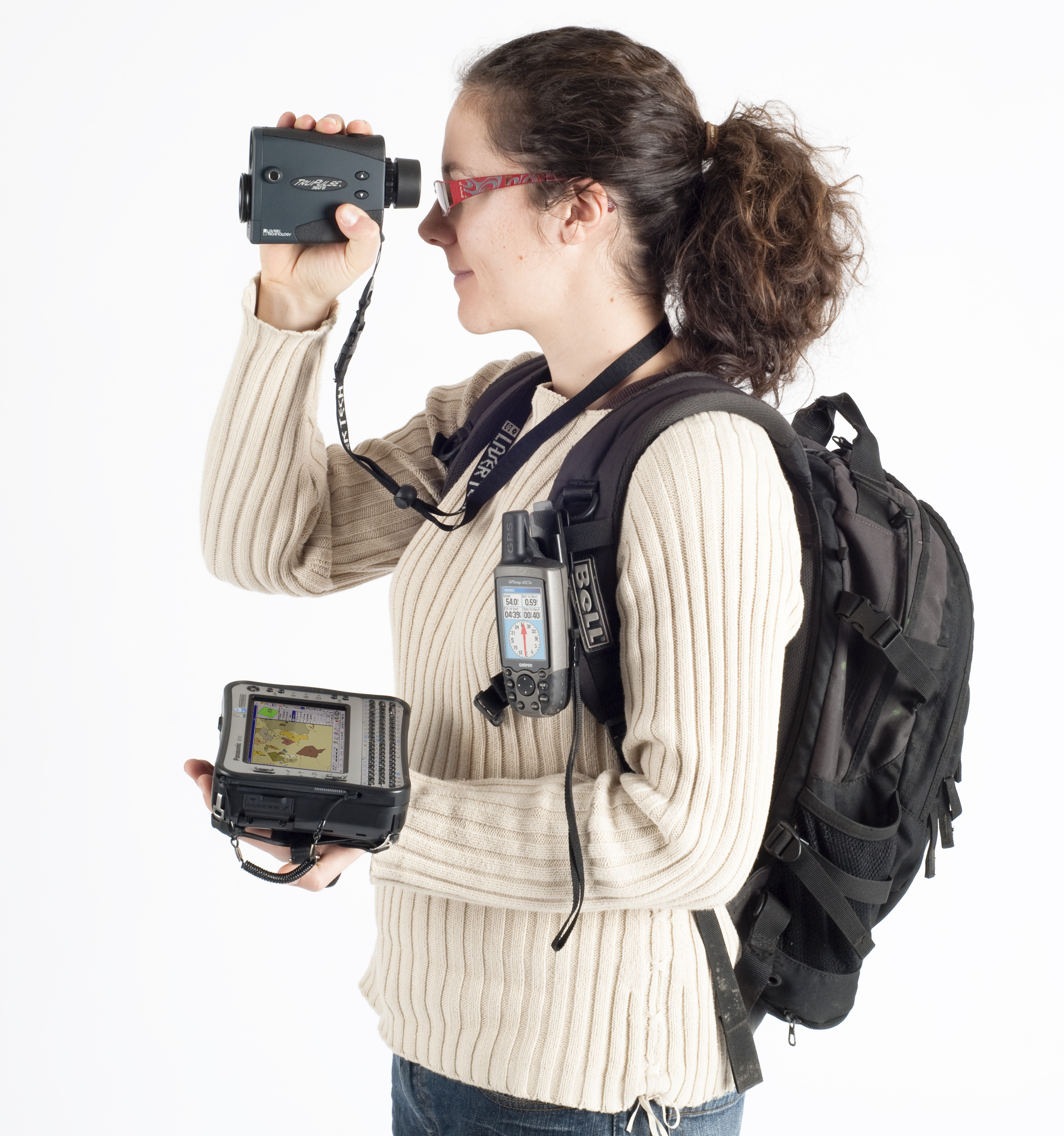
Tecnología Field-Map para el levantamiento de información en campo, utilizada para la realización de inventarios forestales (computadora portátil robusta, GPS y telémetro láser).

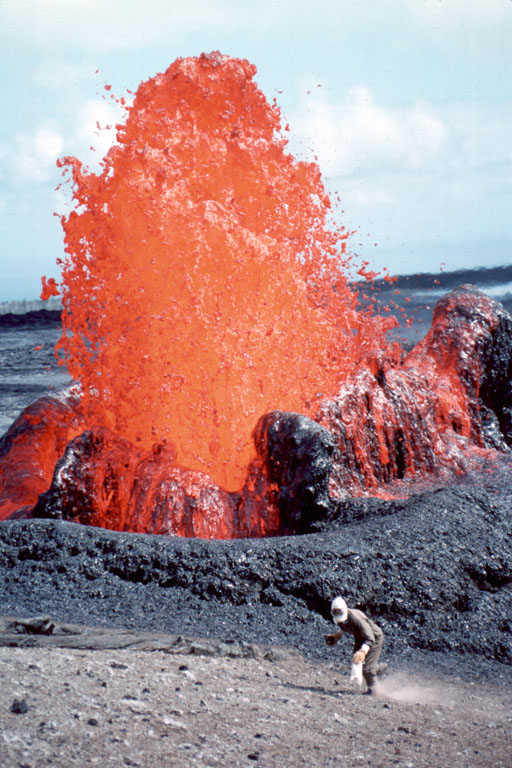
Un geólogo recolectando muestras in situ

El trabajo de campo se refiere a los métodos de investigación sobre el terreno, tradicional de las ciencias naturales, como la geología, zoología, botánica o ecología, y de las sociales como la arqueología, la antropología cultural, la sociología, la psicología o la pedagogía. Es el que se hace en el lugar de los hechos o donde se ubica el objeto de estudio, no en el gabinete de investigación o laboratorio. 

## Definición
El trabajo de campo es el proceso mediante el cual se recogen muestras, datos, informaciones o evidencias sobre hechos, objetos, plantas o animales con el fin de analizarlos posteriormente para una investigación. Por ejemplo, en antropología, puede hacerse una observación participativa o no, transversal (varias situaciones en un tiempo reducido) o longitudinal (una situación a lo largo de un período de tiempo), constituyendo el diseño flexible de una descripción de la conducta cultural de un grupo o población. En este caso, tiene distintos matices en cuanto a que son datos cualitativos que hace la antropología o la ciencia política con relación a los niveles de observación con participación, mayor en la primera, y número de individuos en la muestra, mayor en la segunda; no hay muestra en la primera, todo el grupo, usualmente pequeño, está incluido.

## Procedimiento
El trabajo de campo puede llevarse a cabo de formas muy diversas de acuerdo con la perspectiva que asuma el investigador en determinada ciencia. Desde una perspectiva experimental, tratará de recoger datos para comprobar una prueba de hipótesis, pero también puede tratar de alimentar un modelo teórico o simplemente de obtener datos específicos para responder preguntas de investigación. Su característica fundamental es que se lleva a cabo sobre el terreno donde se dan los hechos utilizando técnicas distintas al trabajo en gabinete o laboratorio. 
El investigador debe planificar detalladamente su trabajo para la recolección de información o para el trabajo de campo. Todas las investigaciones tiene el común denominador de recoger datos con diversas técnicas directamente de la fuente de estudio, generalmente acerca de las características, fenómenos o comportamientos que no se pueden construir en un laboratorio. 
Se pueden considerar dos enfoques generales de trabajo de campo de acuerdo con la perspectiva de investigación: 
- Investigación cualitativa, más acorde con formas menos estructuradas y abiertas de recoger los datos.

- Investigación cuantitativa, más propicia a recoger los datos de forma más estructurada y sistemática.

## Aplicaciones
No solo las ciencias naturales hacen trabajo de campo, sino todas las ciencias sociales comparten el trabajo de campo como herramienta. Por ejemplo, los pedagogos hacen trabajo de campo cuando, a través de la observación, exámenes, entrevistas o encuestas analizan el comportamiento académico de los alumnos.
El papel del trabajo de campo en la sociología es más general, simplemente se refiere a la parte de la investigación que se desarrolla fuera del laboratorio sociológico para la fase de la encuesta o para la observación y no a un particular método etnográfico.
El estudio de casos en las culturas corporativas —empresas— con comunidades de práctica y con grupos de trabajo, tiene connotaciones de trabajo de campo y de diseños casi experimentales. Estos métodos de gestión son igualmente válidos en sociología para el diseño de proyectos de investigación y desarrollo con las investigaciones basadas en la comunidad o con la educación social basada en la escuela comunitaria y con la potenciación de la participación y el pragmatismo.

## Instrumentos
Cada disciplina requiere sus propias herramientas e instrumentos. Sin embargo, en las ciencias sociales suele ser común el uso de los cuadernos de campo, para los apuntes de observaciones y dibujos.
También se utilizan frecuentemente instrumentos de grabación como las cámaras de vídeo, de fotografía o grabadoras de sonido.